# Elias Fälth
Elias Fälth (Nacka, 30 marzo 1981) è un hockeista su ghiaccio svedese.

## Biografia
Cresciuto nell'Huddinge IK, ha esordito in Allsvenskan nella stagione 1999-2000. L'esordio in massima serie è molto più tardo, e risale alla stagione 2010-2011, con la maglia del Luleå HF. L'impatto con il campionato maggiore fu ottimo, tanto da entrare fin da quella stagione nel giro della nazionale. Con la maglia delle Tre Kronor partecipò alla vittoriosa spedizione mondiale di Svezia-Finlandia 2013.
In SHL ha militato anche nelle file di HV71, Frölunda HC e Brynäs IF. Nella sua seconda stagione al Frölunda HC, la squadra si aggiudicò sia il campionato che la Champions Hockey League 2015-2016.

## Palmarès

### Nazionale
- Campionato del mondo di hockey su ghiaccio: 1

 Svezia-Finlandia 2013

### Club
- Champions Hockey League: 1

Frölunda: 2015-2016
- Campionato svedese: 1

Frölunda: 2015-2016